# Rhenopteridae
Famille
Les Rhenopteridae sont une famille d'Euryptérides, un groupe fossile d'Arthropodes Chélicérates communément appelés « scorpions de mer ». Les Rhenopteridae sont actuellement la seule famille membre de la super-famille des Rhenopteroidea, l'une des quatre super-familles du sous-ordre des Stylonurina.
Cette famille compte l'un des premiers Euryptérides connus, le genre Brachyopterus, qui a vécu au cours de l'Ordovicien moyen (et est également le taxon frère de tous les autres Rhénoptérides), et constitue le clade le plus basal des Euryptérides Stylonurines. Les derniers membres connus de la famille se sont éteints au Dévonien inférieur.

## Description

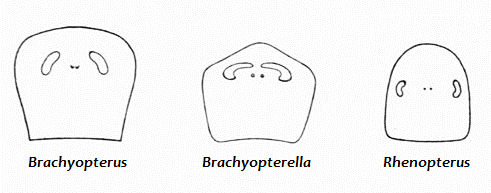
Comparaison des carapaces de trois genres de Rhénoptérides : Brachyopterus, Brachyopterella et Rhenopterus.

Les Rhénoptérides étaient de petits animaux, caractérisés par la présence de tubercules et boutons répartis sur la surface externe de l'exosquelette. Leurs deux (ou peut-être trois) premières paires de d'appendices locomoteurs portent des épines. Les deux dernières paires sont longues et puissantes, sans épines. Le prosome (tête) est sub-trapézoïdal, avec des yeux composés répartis en arcs sur des axes parallèles. Les appendices génitaux masculins sont courts et dotés de deux épines distales.
Les Rhénoptérides sont les Stylonurines les plus primitifs. La famille compte de nombreux Euryptérides dont la classification a longtemps été problématique, tels que Brachyopterus, Kiareopterus et Rhenopterus, désormais regroupés sur la base de caractères communs : le bord postérieur du métastome arrondi, et des appendices prosomaux III portant chacun une unique épine fixe.
Contrairement aux Stylonurines dérivés de la famille des Stylonuridae et de la super-famille des Hibbertopteroidea, les Rhénoptérides ont conservé des appendices prosomaux II-IV primitifs, de type Hughmilleria, qui ne conviennent pas à une alimentation par balayage. La famille est donc davantage susceptible d'avoir adopté un mode de vie charognard.

## Histoire évolutive

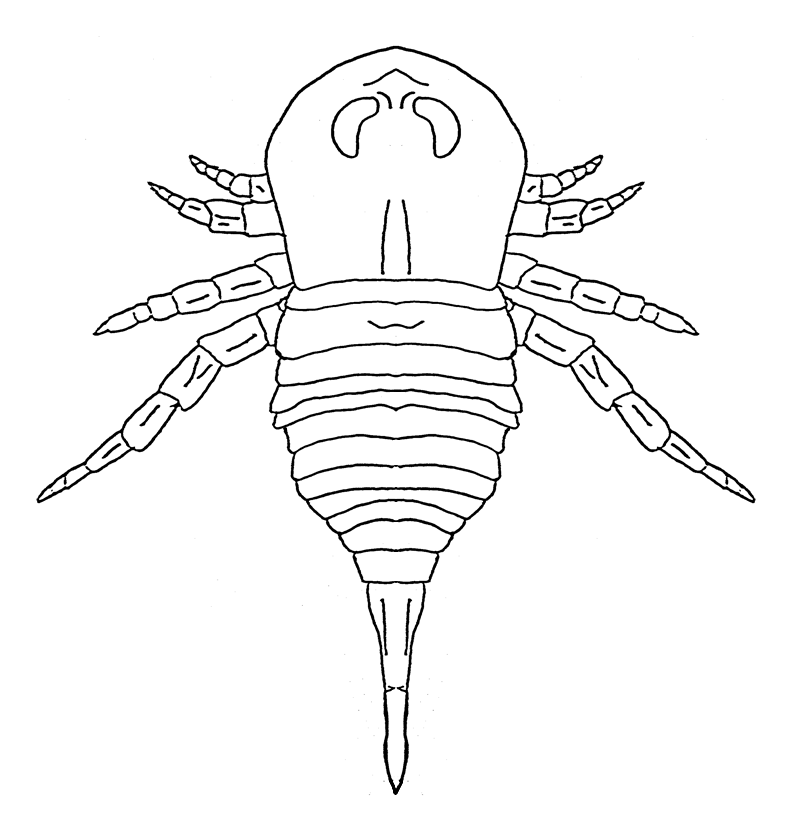
Reconstitution de Brachyopterus, le plus ancien Rhénoptéride connu.

Les Rhénoptérides sont apparus au cours de l'Ordovicien moyen. Ils constituent l'un des groupes les plus anciens et les plus basaux des Euryptérides Stylonurines. On peut lire des tendances évolutives claires dans l'évolution de la forme des carapaces des Rhénoptérides. Ainsi, les Rhénoptérides basaux possèdent de larges carapaces plus étroites à leur base (comme chez Brachyopterus et Brachyopterella), tandis que les Rhénoptérides dérivés ont également de larges carapaces mais plus étroites à l'avant. Quant aux membres les plus dérivés du groupe, ils possèdent des carapaces globalement plus étroites que les carapaces des groupes plus basaux, carapaces par ailleurs plus étroites à l'avant (comme chez Rhenopterus). Kiaeropterus, quant à lui, présente une morphologie singulière : il pourrait représenter une ramification silurienne du groupe.

## Systématique
Les Rhénoptéroïdes sont classés dans le sous-ordre des Stylonurines et s'y caractérisent par un bord postérieur du métastome arrondi. Les Rhénoptérides sont à leur tour des Rhénoptéroïdes caractérisés par une unique épine fixe sur les appendices prosomaux III et un telson court. Les appendices II-IV ont des épines courtes et fixes. Les appendices V-VI sont non spinifères. Aucun Rhénoptéroïde connu ne remet en cause ce diagnostic appliqué aux Rhenopteridae, et tous les Rhénopteroïdes connus sont des Rhénoptérides.
En 2010, Lamsdell, Braddy et Tetlie attribuent une sous-famille à la famille des Rhénoptérides, les Rhenopterinae, comprenant les genres Alkenopterus et Rhenopterus. Les Rhenopterinae n'ont vécu que du Dévonien inférieur au Dévonien moyen. Ce sont des Rhénoptérides caractérisés par un appendice IV non spinifère et un post-abdomen caudal. Plus récemment, le genre Alkenopterus est reclassé dans la famille des Onychopterellidae au sein du sous-ordre des Eurypterina.

### Liste des genres
Selon GBIF (12 juin 2025) :
- † Alkenopterus Stormer, 1974
- † Brachyopterella Kjellesvig-Waering, 1966
- † Brachyopterus Størmer, 1951
- † Kiaeropterus Waterson, 1979
- † Leiopterella Lamsdell, Braddy, Loeffler & Dineley, 2010
- † Rhenopterus Stormer, 1936